# Pilot (CSI)
«Pilot», titulado en español «Piloto», es el primer episodio la serie de televisión estadounidense de la CBS, CSI: Crime Scene Investigation, que se desarrolla en Las Vegas, Nevada. Fue estrenado el 6 de octubre de 2000. El mismo sirvió como introducción a los personajes principales de la serie, Gil Grissom (William Petersen), Catherine Willows (Marg Helgenberger), Nick Stokes (George Eads), Warrick Brown (Gary Dourdan) y Jim Brass (Paul Guilfoyle).

## Argumento
En el laboratorio de criminalística, Holly Gribbs se presenta ante Gil Grissom, quien es el supervisor auxiliar. Nick Stokes y Warrick Brown se dan cuenta de que sólo necesitan resolver un crimen más para alcanzar el nivel 3 de CSI. Catherine Willows sale de una furgoneta, diciendo adiós a su hija y su hermana antes de entrar en el edificio CSI. Jim Brass entrega sus respectivas asignaciones a los CSI para la noche.
Brass y Grissom investigan lo que parece ser el suicidio de Harmon Royce. Sin embargo, la autopsia demuestra que el orificio de entrada de la bala es demasiado pequeña para un disparo a corta distancia, como sería el caso si se hubiera dado un tiro en el pecho, y se dan cuenta de que Harmon fue asesinado. Grissom encuentra un huella dactilar con partículas de látex en la grabadora que Harmon utilizó para registrar su "nota de suicidio". La huella pertenece a Paul Millander, un hombre que vende manos falsas en Halloween, hechas a partir de una molde de su propia mano. Grissom se da cuenta de que el sospechoso utilizó una de estas manos.
Nick llega a su escena del crimen y conoce a un hombre que fue drogado por una prostituta y la cual había robado sus pertenencias mientras estaba inconsciente. Nick observa una decoloración alrededor de la boca del hombre. A partir de eso, empieza a relacionarlo con otros casos. Kristy Hopkins (Krista Allen), accidentalmente estrella su auto debido a que quedó inconsciente mientras manejaba. Nick llega y la lleva al hospital. Cuando Kristy recobra la consciencia, Nick le pide que se deje revisar, y se da cuenta de que hay una decoloración alrededor de sus pezones. Entonces, llega a la conclusión de que ella se puso escopolamina en los pezones para noquear a sus víctimas y robar sus pertenencias.
Catherine y Warrick llegan a una casa donde un hombre yace muerto. Descubren que el fallecido había estado viviendo en la casa hasta que los dueños hace poco lo echaron. Cuando trató de derribar la puerta, el marido le disparó. Catherine observa que la uña izquierda del pie del marido se ha roto y que los cordones de los zapatos del muerto están amarrados de manera diferente el uno del otro. Warrick procesa los zapatos y encuentra una uña rota en uno de ellos. Trata de obtener una orden para uñas de los pies del marido, pero Brass se niega a llamar al juez, por lo que Warrick visita a al juez Cohen. A cambio de darle una orden en blanco, el juez le dice a Warrick que debe hacer una apuesta por él en un juego de fútbol.
Grissom lleva a Holly a su primera escena del crimen, que es el robo de un almacén, y la deja allí. Sin embargo, cuando la dueña de la tienda amenaza con una pistola a Holly, ella solicita respaldo, por lo que llega Catherine. Más tarde, cuando Holly se pregunta si ella está hecha para este trabajo, Catherine la convence que se quede hasta que se resuelve su primer caso.
Brass descubre que Warrick fue a sus espaldas para obtener una orden judicial y lo saca del caso. Él fuerza a Warrick a cuidar de Holly. Sin embargo, Warrick todavía tiene que hacer la apuesta para el juez Cohen y deja a Holly en la escena a solas con un oficial de policía. Sin que Holly se de cuenta, el oficial se va de la escena del crimen, dejándola procesar la escena sola. El sospechoso regresa a la escena y la ataca. Mientras tanto, Grissom se hace cargo del caso de Warrick y encuentra una uña cortada perteneciente a los pies del marido. Él hace que coincide la uña rota del zapato con la uña que él encontró en el baño y concluye que el marido disparó a la víctima y luego dio una patada en la puerta para hacer que el asesinato pareciera defensa propia.
Nick, después de haber resuelto su caso número 100, es ahora un CSI nivel 3. A medida que el equipo de CSI comienza a celebrar, Brass les da la noticia de que Holly ha sido herida y está en el hospital.

## Actores invitados
- Matt O'Toole como Paul Millander
- Madison McReynolds como Lindsey Willows
- Harrison Young como Juez Cohen
- Chandra West como Holly Gribbs
- Eric Szmanda como Greg Sanders
- Garland Whitt como Jerrod Cooper
- Krista Allen como Kristi Hopkins
- John Pyper-Ferguson como esposo
- Allan Rich como Dr. Gary Klausbach
- Susan Gibney como Charlotte Meridian
- Royce D. Applegate como Mr. Laferty
- Barbara Tarbuck como Paige Harmon
- Nancy Fish como Lesley Stahl
- Cedric Terrell como Boe Wilson
- Skip O'Brien como Srgt. Ray O'Riley
- Acomoif Mandvi como Dr. Leever
- John Henry Whitaker como Jimmy

## Continuidad
- El asesinato Royce Harmon es el primero de una serie de participaciones de Paul Millander, quien aparecería de nuevo en «Anónimo» y «Crisis de identidad».
- Catherine le dice a Grissom que si él quiere ser diferente que debería su ponerla contra una pared. En «Pruebas invisibles», Grissom pone a Sara contra la pared.

## Recepción
En su emisión original en los Estados Unidos, «Pilot» terminó en el octavo puesto entre lo más vistos de la semana del 2 al 8 de octubre del 2000, según las mediciones de Nielsen. El episodio promedió 11.8 puntos de índice de audiencia en adultos de entre 18-49, y un cuota de pantalla de 21 (sobre el total de televidentes). A su vez, según las estimaciones, el capítulo fue visto por 17.3 millones de espectadores, siendo el tercer programa más visto de la cadena CBS en la semana, detrás de las emisiones de Everybody Loves Raymond y 60 Minutes.
El episodio fue nominado al Golden Reel Award en la categoría de Mejor edición de sonido en un episodio de televisión, en el que fueron destacados Mace Matiosian, como editor supervisor; David Rawlinson y David F. Van Slyke. Además, «Pilot» recibió una nominación de Creative Arts Emmy Award en la sección Outstanding Single Camera Picture Editing for a Series. Por último, recibió una mención en Best Edited One-Hour Series for Television por la American Cinema Editors.